# Argocoffeopsis rupestris
Argocoffeopsis rupestris là một loài thực vật có hoa trong họ Thiến thảo. Loài này được (Hiern) Robbr. mô tả khoa học đầu tiên năm 1981.